# Hayabusa (sonda espacial)
Hayabusa  (はやぶさ el halcón peregrino?) fue una misión espacial no tripulada llevada a cabo por la Agencia Japonesa de Exploración Aeroespacial para recoger muestras de material y traerlas a la Tierra para el análisis, de un pequeño asteroide cercano a la Tierra llamado (25143) Itokawa (tamaño 0,3 x 0,7 km).
La nave espacial de Hayabusa, anteriormente conocida como MUSES-C, se lanzó el 9 de mayo de 2003. A la llegada a Itokawa, la nave espacial Hayabusa lanzó un pequeño aterrizador llamado Minerva que tenía como objetivo el estudio de la forma del asteroide, giro, topografía, color, composición, densidad, e historia, aunque no pudo realizarlo al perderse en el espacio sin llegar a tocar la superficie. La sonda llegó a las proximidades de Itokawa el 12 de septiembre de 2005, permaneciendo inicialmente a una distancia de 20 km del asteroide. Más tarde se aproximó a apenas 7 km del mismo. El 20 de noviembre la sonda se posó sobre el asteroide durante 30 minutos. El 25 de noviembre, en un segundo descenso, la sonda tomó muestras del suelo del asteroide.
Mientras que otras naves espaciales, como la sonda Galileo y NEAR Shoemaker, han visitado cometas antes, la misión de Hayabusa fue la primera en traer una muestra de un asteroide a la Tierra para su análisis, cuando retornó el 13 de junio de 2010.

## El perfil de la misión
La nave espacial de Hayabusa se lanzó el 9 de mayo de 2003 a las 04:29:25 UTC con un cohete M-5 desde el Centro Espacial Uchinoura (todavía llamado en ese momento el Centro Espacial Kagoshima), el nombre de la nave espacial se cambió del MUSES-C original a Hayabusa, la palabra japonesa que significa halcón). La nave espacial cuenta con un motor iónico de xenón que operó casi continuamente durante los dos primeros años de la misión, acercándose despacio a la cita con Itokawa en septiembre de 2005. La nave espacial no entró en la órbita alrededor del asteroide, pero permaneció estacionada en la misma órbita heliocéntrica del asteroide.
Hayabusa inspeccionó la superficie del asteroide inicialmente desde una distancia de aproximadamente 20 km. A continuación, la nave espacial se movió cerca de la superficie para una serie de aterrizajes suaves y recolección de muestras de dos sitios. La navegación óptica autónoma se empleó extensivamente durante este período porque el retraso de la comunicación impide las órdenes en tiempo real. La nave espacial estaba preparada para disparar un proyectil diminuto a la superficie, recogiendo el polvo resultante, aunque aún es incierto si se consiguieron los objetivos. Según el proyecto la masa de las muestras obtenidas debería ser de aproximadamente un gramo, aunque debido a algunos imprevistos técnicos, es posible que la cantidad recogida sea menor.
Después de unos meses cerca del asteroide, la nave espacial disparó sus motores para empezar su crucero de vuelta a la Tierra. La cápsula de reentrada, que debería contener las muestras del asteroide Itokawa, se separó de la nave nodriza a una distancia de aproximadamente 300 000 a 400 000 km de la Tierra, y navegó en una trayectoria balística, reentrando en la atmósfera de la Tierra el 13 de junio de 2010 a una velocidad de 12 000 metros por segundo. La cápsula experimentó desaceleraciones máximas de unas 25 g y sufrió aproximadamente 30 veces más calor que el experimentado por la nave Apollo. Aterrizó con paracaídas en el desierto de Woomera Sur, Australia.

## El mini aterrizador Minerva
Mientras la nave espacial de Hayabusa permaneció cerca del asteroide Itokawa, desplegó una mini-nave espacial de solo 519 gramos llamada Minerva.
Aprovechando la muy baja gravedad de Itokawa, este vehículo brincaría a lo largo de la superficie del asteroide, mientras enviaba las imágenes de sus cámaras a Hayabusa. Desafortunadamente, un error durante la implementación resultó en un fracaso de la nave. Debido a errores de medición la sonda se perdió en el espacio sin llegar a posarse sobre el asteroide. Este tipo de vehículo solo ha sido incluido antes una vez, en la fallida misión soviética Phobos al satélite de Marte de igual nombre y nunca tuvo un uso real.

## Diseño de la nave

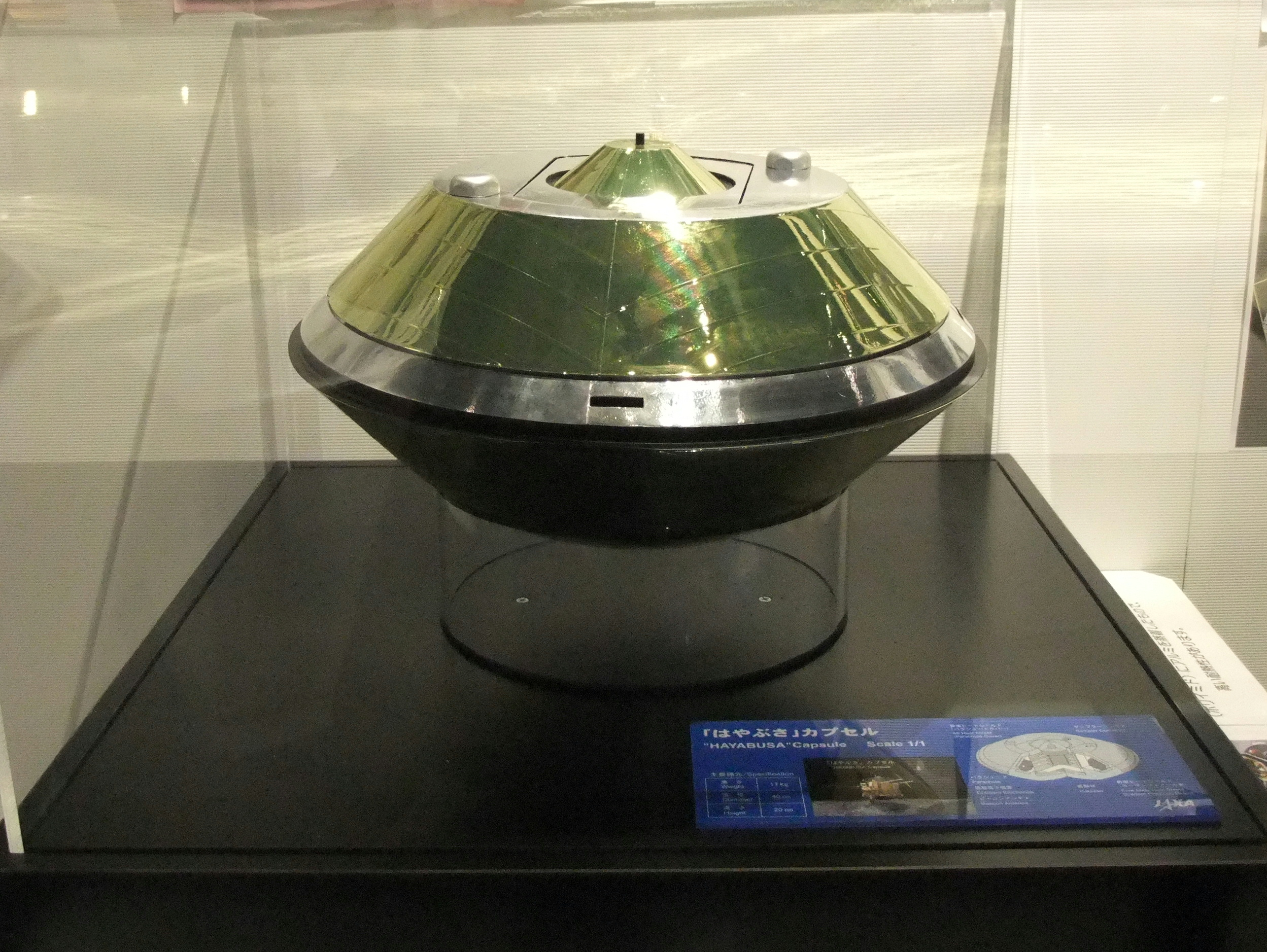
Réplica de la cápsula Hayabusa

La nave espacial Hayabusa tenía un cuerpo principal en forma de paralepípedo de base cuadrada de 1,5 m de largo y 1,05 m de altura. La masa de lanzamiento fue de 510 kg, incluyendo 50 kg de combustible químico y 65 kg de gas xenón. Dos paneles solares con una superficie total de la matriz de 12 metros cuadrados sobresalían de la caja y una antena parabólica de alta ganancia de 1,5 m de diámetro estaba montada en la parte superior en uno de los dos ejes cardán. Un cuerno muestreador cilíndrico, desplegado poco después del lanzamiento, sobresalía de la parte inferior de la nave. El módulo de aterrizaje Minerva también fue montado en la nave cerca de la parte inferior del panel. Hayabusa estaba impulsado durante las fases de crucero por dos motores de microondas de iones, que utilizan una descarga de microondas para ionizar el gas xenón. El plasma ionizado es acelerado por los electrodos de alto voltaje a través de cuatro cabezas que sobresalían de hélice de un lado del cuerpo de la nave para proporcionar un empuje máximo de 20 Nm por medio de 1 kW de potencia. El tetróxido de nitrógeno / sistema de propulsión de hidracina con un empuje máximo de 22 N se utilizarán para la maniobra. La nave espacial está propulsado por células de arseniuro de galio-solar y un 15 A-hr recargables de níquel-metal hidruro (Ni-MH) de la batería. Las comunicaciones son a través de X y banda S antenas de baja ganancia y la antena de alta ganancia (banda X) con una potencia de transmisión de 20 W. La misión también estar equipado con una cámara, utilizado para imágenes, visibles estudios polarimetría, y de navegación óptica cerca del asteroide, un dispositivo de telemetría por láser (LIDAR), y cerca-IR y espectrómetros de rayos X. El aislamiento y amortiguación cápsula de reentrada, de 40 cm de diámetro y 25 cm de profundidad, con una masa de unos 20 kg, se inserta en el cuerpo de la nave cerca del Cuerno de toma de muestras. La cápsula tiene una nariz convexa cubierta con un escudo de 3 cm de espesor de calor ablativa para proteger las muestras de la alta velocidad (~ 13 km/s) de reentrada. El coste de la nave espacial Hayabusa fue de aproximadamente 12 millones de yenes (100 millones dólares EE. UU.)
El módulo de aterrizaje estaba equipado con un dispositivo de recogida de muestras, previsto para recoger un gramo de muestras de superficie tomadas de los desembarques en 3 lugares diferentes. El dispositivo constaba de un embudo de recogida en forma de cuerno, de 40 cm de diámetro en el extremo, que se colocaba sobre la zona de muestreo. Un dispositivo pirotécnico disparaba un proyectil de 10 gramos de metal por el cañón de la bocina a 200 - 300 m/seg. El proyectil llegaba a la superficie produciendo un cráter de impacto pequeño en la superficie del asteroide y los fragmentos de las eyecciones propulsadas se recogían con el embudo donde una parte se canalizaba a una cámara de toma de muestras y otra a una ubicación de respaldo, a modo de copia de seguridad. Antes de cada serie de muestras, la sonda debía dejar caer un disco blanco pequeño en la superficie desde unos 30 metros de altura para utilizar como punto de referencia para asegurar que la velocidad horizontal relativa entre la nave y la superficie del asteroide era de cero durante el muestreo. Después de la toma de muestras, éstas se almacenarían en la cápsula de reentrada para el regreso a la Tierra.

## La importancia científica de la misión
El conocimiento científico actual de los asteroides está a falta de muestras directas de ellos. Hayabusa resolverá este problema trayendo las muestras prístinas de un asteroide específico, bien caracterizado. "Hayabusa llenará el hueco entre los datos de la observación de muestras reales de asteroides y el análisis del laboratorio de meteoritos y las "colecciones de polvo cósmico", dijo el científico de la misión Hajime Yano.

## Los cambios en el plan de la misión
La misión Hayabusa fue modificada en varios momentos, antes y después del lanzamiento.
- La nave espacial fue planeada originalmente para lanzarse en julio de 2002 al asteroide Nereus. Sin embargo, en julio de 2000 el fracaso del cohete M-5 japonés forzó un retraso en el lanzamiento. Como resultado, el asteroide designado se cambió de Nereus a Itokawa.[4]
- Hayabusa también tenía que desplegar un pequeño vehículo diseñado por la NASA y desarrollado por el JPL, llamada Muses-CN, en la superficie del asteroide, pero el proyecto fue cancelado por la NASA en noviembre de 2000 debido a problemas presupuestarios.
- En 2002, el lanzamiento fue pospuesto otra vez, de diciembre de 2002 a mayo de 2003 por unos problemas en la fabricación de algunos componentes.[5]
- En 2003, mientras Hayabusa ya estaba en ruta a Itokawa, una gran tormenta solar dañó parte de las células solares a bordo de la nave espacial. Esta reducción de energía eléctrica redujo la eficacia del motor iónico retrasando la llegada a Itokawa de junio a septiembre de 2005. Puesto que por exigencias debidas a la mecánica celeste la nave espacial todavía debía dejar el asteroide en noviembre, se redujo el tiempo disponible para que la nave espacial observara Itokawa y el número de desembarcos en el asteroide se redujo de tres a dos.
- En 2005, dos ruedas de reacción que rigen el movimiento para posicionar la nave fallaron, la rueda del eje X lo hizo el 31 de julio, y la del eje Y el 2 de octubre. Después del fallo de esta última, la nave todavía era capaz de girar sobre su ejes X e Y con sus propulsores. JAXA afirmó que ya que la cartografía global de Itokawa se había completado, este no era un problema importante, pero el plan de la misión fue alterado. Las ruedas de reacción fueron fabricadas por Ithaco Space Systems, Inc., de Nueva York, que fue adquirida más tarde por la empresa Goodrich.
- El 4 de noviembre de 2005, el 'ensayo' de aterrizaje en Itokawa falló y fue reprogramado.
- La decisión original de ubicar muestras en dos depósitos diferentes en el asteroide se cambió cuando uno de los sitios, el desierto de Woomera, se encontró que era demasiado rocoso para un aterrizaje seguro.
- El 12 de noviembre de 2005, la liberación de la minisonda MINERVA terminó en un fracaso, perdiéndose en el espacio.

## Los últimos acontecimientos
- El 14 de agosto de 2005,  Hayabusa  tomo la primera imagen de Itokawa. La foto mostraba al asteroide como un punto de luz, mientras se movía por el campo estelar.[6] Otras imágenes se tomaron el 22 de agosto y el 24 de agosto.[7]
- El 28 de agosto hubo una maniobra de rectificación de la órbita de  Hayabusa  con el motor iónico de la nave.
- El 4 de septiembre de 2005, las cámaras de Hayabusa pudieron confirmar la forma larga de Itokawa.[8]
- El 11 de septiembre de 2005, podían discernirse las colinas individuales en el asteroide.[9]
- El 12 de septiembre de 2005,  Hayabusa  estaba a solo 20 km de Itokawa. .
- El 12 de noviembre de 2005  Hayabusa  suelta a MINERVA, perdiéndose ésta en el espacio.
- El 13 de junio de 2010  Hayabusa  regresa a la Tierra reentrando sobre el desierto central australiano.[10]

## Reentrada y recuperacción de la cápsula

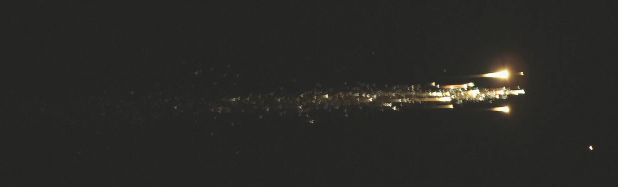
La cápsula de retorno se ve brillante por delante y por debajo del grupo principal que corresponden con la sonda Hayabusa, portadora de la cápsula hasta su expulsión.

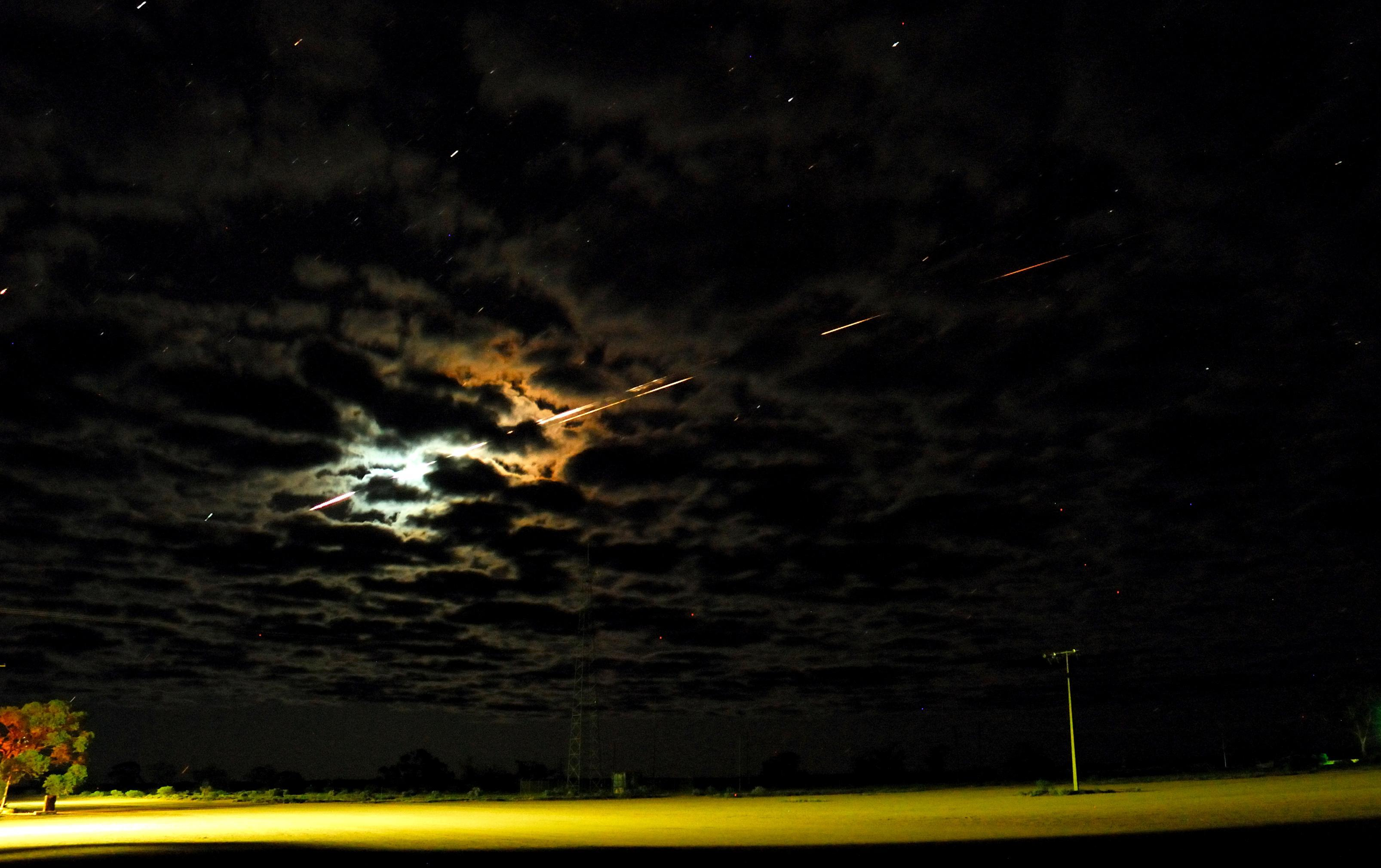
La reentrada vista desde Woomera Test Range.

La cápsula de reentrada y la nave volvieron a entrar en la atmósfera de la Tierra el 13 de junio de 2010 a las 13:51 UTC. La cápsula con escudo térmico hizo un aterrizaje en paracaídas en el sur del interior de Australia mientras que la nave se separó e incineró en una gran bola de fuego.
Antes de extraer la cápsula de la bolsa de plástico que la protege, deben ser inspeccionados con un TAC de rayos-X para determinar su situación. A continuación, el frasco de la muestra se extrae de la cápsula de reentrada. La superficie del recipiente se debe limpiar con gas nitrógeno puro y dióxido de carbono. A continuación, se coloca en el dispositivo de apertura del frasco. La presión interna del envase puede ser determinada por una ligera deformación de la lata con la variación de la presión del gas nitrógeno en la cámara de limpieza. La presión de gas nitrógeno se ajustará para que coincida con la presión interna del frasco para evitar cualquier escape de gas de la muestra cuando el envase de la muestra se abra.
El análisis preliminar de las muestras de roca del Itokawa asteroide de tipo S, resultaron ser del tipo de los meteoritos llamados condritas.
El éxito de la misión de la sonda al resolver el misterio del origen de los meteoritos condríticos y su fuente asteroidal (los asteroides tipo S) ha sido calificado por la revista Science como el segundo de los 10 mayores descubrimientos científicos del año 2011.